# Krystyna Kaźmierczak
Krystyna Kaźmierczak, po mężu Gąsiorowska (ur. 10 września 1947 w Poznaniu) – polska koszykarka, występująca na pozycji niskiej skrzydłowej, reprezentantka Polski, medalistka mistrzostw Polski.

## Osiągnięcia
Na podstawie, o ile nie zaznaczono inaczej.
Drużynowe
- Brązowa medalistka mistrzostw Polski (1966)

Reprezentacja
- Uczestniczka mistrzostw Europy:
  - 1970 – 6. miejsce[3]
  - U–18 (1965 – 4. miejsce)[4]